# Konstantin Igropoulo
Konstantine Valerievitch Igropoulo (en russe : Константин Валерьевич Игропуло, en anglais : Konstantin Valeryevich Igropulo), né le 14 avril 1985 à Stavropol, est un joueur de handball russe d'origine grecque jouant au poste d'arrière droit. International russe, il a notamment participé aux Jeux olympiques de 2008.

## Palmarès

### En club
Compétitions internationales
- Ligue des champions (C1)
  - Vainqueur (1) : 2011
  - Finaliste (1) : 2010
- Coupe des vainqueurs de coupe (C2) (1) : 2006
- Coupe de l'EHF (C3) (1) : 2015

Compétitions nationales
- Champion de Grèce (1) : 2004
- Champion de Russie (4) : 2006, 2007, 2008, 2009
- Champion d'Espagne (2) : 2011, 2012
- Coupe du Roi (1) : 2010
- Coupe ASOBAL (2) : 2010, 2012
- Supercoupe d'Espagne (1) : 2010
- Coupe d'Allemagne (1) : 2014

### En équipe nationale
- 6e place au Championnat du monde 2007,  Allemagne

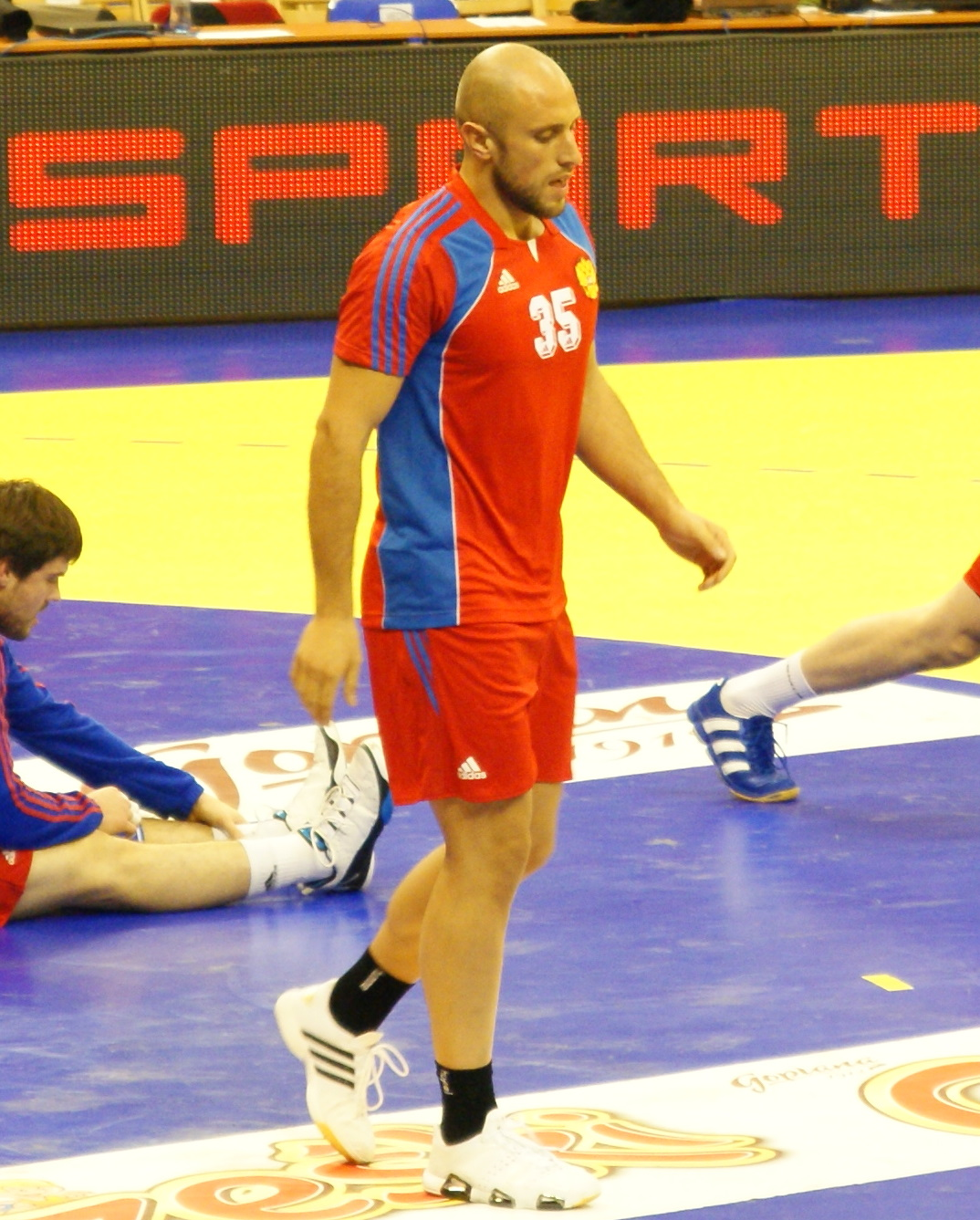
Konstantine Igropoulo sous le maillot de la Russie.

- 6e place aux Jeux olympiques de 2008[1] à Pékin,  Chine
- 15e place au Championnat d'Europe 2012,  Serbie
- 9e place au Championnat d'Europe 2014,  Danemark
- 19e place au Championnat du monde 2015,  Qatar